# Too Much Too Soon
Too Much Too Soon je druhé studiové album americké skupiny New York Dolls. Jde rovněž o poslední album před rozpadem skupiny v roce 1976. Jeho nahrávání probíhalo v newyorském studiu A&R Studios pod produkcí Shadow Mortona. Album vyšlo v květnu 1974 u vydavatelství Mercury Records.

## Seznam skladeb
| Pořadí         | Název                         | Autor                                    | Délka |
| -------------- | ----------------------------- | ---------------------------------------- | ----- |
| 1.             | Babylon                       | David Johansen, Johnny Thunders          | 3:31  |
| 2.             | Stranded in the Jungle        | James Johnson, Ernestine Smith, Al Curry | 3:49  |
| 3.             | Who Are the Mystery Girls?    | Johansen, Thunders                       | 3:07  |
| 4.             | (There's Gonna Be A) Showdown | Kenny Gamble, Leon Huff                  | 3:37  |
| 5.             | It's Too Late                 | Johansen, Thunders                       | 4:35  |
| 6.             | Puss 'N' Boots                | Johansen, Sylvain Sylvain                | 3:06  |
| 7.             | Chatterbox                    | Thunders                                 | 2:26  |
| 8.             | Bad Detective                 | Kenny Lewis                              | 3:37  |
| 9.             | Don't Start Me Talkin'        | Sonny Boy Williamson II                  | 3:12  |
| 10.            | Human Being                   | Johansen, Thunders                       | 5:44  |
| Celková délka: | Celková délka:                | Celková délka:                           | 36:44 |

## Obsazení
- David Johansen – zpěv, harmonika, gong
- Arthur „Killer“ Kane – baskytara
- Jerry Nolan – bicí
- Sylvain Sylvain – kytara, klavír, baskytara, zpěv
- Johnny Thunders – kytara, zpěv
- Peter Jordan – baskytara
- Alex Spyropoulos – klavír